# Мартин Ленобл
Мартин Ленобл (нід. Martijn LeNoble; нар. 14 квітня 1969) — нідерландський басист і засновник альтернативної рок-групи Porno for Pyros .
Свою музичну кар'єру він розпочав, граючи на бас-гітарі в голландській панк-рок групі, коли йому було всього 14 років. У 1989 році він переїхав до США, щоб у Лос-Анджелесі грати разом з Thelonious Monster і Too Free Stooges. У 1992 році він приєднався до Пітера ДіСтефано, Стівена Перкінса та Перрі Фаррелла, і вони разом створили свою власну групу Porno for Pyros .
Ленобль працював, записував спільні треки та виступав з такими артистами, як Jane's Addiction, The Cult, Дейв Гаан, Скотт Вейланд, Марк Ланеґан, групою Soulsavers, Деніел Лануа, Марія МакКі, Сара Маклахлан, Лейн Стейлі, Том Морелло та Клінгхоффер тощо.

## Особисте життя
У 2008 році Ленобл почав зустрічатися з актрисою Крістіною Епплгейт . Ленобл і Епплгейт заручилися в День святого Валентина 2010 року і одружилися в лютому 2013 року. Для ободвох це вже не перший шлюб. У них є дочка Сейді Грейс Ленобл, яка народилася 27 січня 2011 року

## Дискографія
- Thelonious Monster — Beautiful Mess (1992, Capitol Records)
- Porno for Pyros — Porno for Pyros (1993, Warner Bros. Records)
- Porno for Pyros — Good Gods Urge (1996, Warner Bros. Records)
- Скотт Вейланд — 12 Bar Blues (1998, Atlantic Records)
- Клас 1999 року — " Ще одна цеглинка в стіні (частина 2) " від The Faculty (1998, Columbia Records)
- Перрі Фаррелл — Rev (збірка) (1999, Warner Bros. Records)
- Баньян — «Buzzards & Worms» (1999, CyberOctave)
- The Cult — Beyond Good and Evil (2001, Atlantic Records)
- Перрі Фаррелл — <a href="./Song%20Yet%20to%20Be%20Sung" rel="mw:WikiLink" title="Song Yet to Be Sung" class="cx-link" data-linkid="141">Song Yet to Be Sung</a> (2001, Virgin Records)[уточнити]
- Майк Март — Tomorrow Shines Bright (2003, Superscope Records)
- Jane's Addiction — Strays (2003, Capitol Records)
- Дейв Гахан — Live Monsters (2004, Mute Records)
- Кіт Капуто — «Любовість до шрамів рідного міста» (2008, Suburban Records)
- Soulsavers — Broken (2009, V2 Records)
- Mark Lanegan Band — Blues Funeral (2012, 4 AD)
- Soulsavers — The Light the Dead See (2012, V2 Records)
- Mark Lanegan Band — Phantom Radio (включаючи No Bells on Sunday EP) (2014, Vagrant Records)
- Дейв Гахан і Soulsavers — Angels &amp; Ghosts (2015, Columbia Records)
- Soulsavers — Kubrick (2015, San Quentin Recordings)
- Wildlights — Wildlights (2015, Сезон туманів)
- Mark Lanegan Band — Gargoyle (2017, Heavenly Recordings)
- Mark Lanegan Band — Somebody's Knocking (2019, Heavenly Recordings)
- Thelonious Monster — Oh That Monster (2020, V2 Records)
- Дейв Гахан і Soulsavers — Imposter (2021, Columbia Records)